# Mest'ia
Mest'ia (in georgiano მესტია?) è una città della Georgia, situata nella regione Samegrelo-Zemo Svaneti, ed è il centro amministrativo della municipalità omonima.
La città, che si trova ai piedi del monte Ushba, Dista 128 km da Zugdidi, il capoluogo regionale, e si trova a una quota di circa 1 500 m s.l.m. Gli abitanti, in maggioranza svani, nel 2014 erano 1 973.
Caratteristica della zona e della città sono le decine di torri d'avvistamento e residenziali e alcune chiese medioevali. Vi si trova un importante museo storico ed etnografico della regione che nel 2014 ha ospitato la mostra fotografica di Vittorio Sella. Inoltre, nel vicino villaggio di Lagami, è possibile visitare la casa-museo del famoso alpinista Mikhail Khergiani.

## Infrastrutture e trasporti
Mest'ia è servita dall'aeroporto 'Regina Tamar', ufficialmente inaugurato nel 2010, dopo un suo riammodernamento. L'aeroporto è utilizzato dalla compagnia aerea Vanilla Sky con voli che collegano Mest'ia con Tbilisi (al campo di volo Natakhtari, base operativa di Vanilla Sky a circa 20 km dalla città) e Kutaisi. Per questi collegamenti la compagnia dispone di un Let L 410.
Mest'ia è collegata a Zugdidi su strada completamente asfaltata. I collegamenti con Zugdidi, ma anche Batumi, Kutaisi e Tbilisi sono assicurati da minibus locali, di tipo maršrutka.
La stazione ferroviaria più vicina si trova a Zugdidi. Quest'ultima offre sporadici collegamenti con Tbilisi.

## Amministrazione

### Gemellaggi
- San Gimignano, dal 1975[9].